# Мезосфера
Мезосфе́ра (от греч. μεσο- — «средний» и σφαῖρα — «шар», «сфера») — слой атмосферы. Мезосфера отделяется от нижележащей стратосферы стратопаузой, а от вышележащей термосферы — мезопаузой. Мезопауза в основном совпадает с турбопаузой. Вместе со стратосферой и мезопаузой, мезосфера рассматривается как «средняя атмосфера». Термин принят Географическим и геофизическим союзом в 1951 году.
Точная высота границ мезосферы зависит от широты и времени года (выше зимой и в тропиках, ниже летом и ближе к полюсам).
Границы мезосферы могут указываться как 50-55 км для нижней границы и 85-100 км для верхней (по БРЭ); или как 50 км и 80 км, соответственно, (по Британнике).
Мезосфера характеризуется понижением температуры с высотой; максимум (0 °C) температуры расположен на нижней границе, после чего температура начинает убывать до −70…−80 °C вблизи мезопаузы — переходного слоя к термосфере.
Газовый состав мезосферы, как и расположенных ниже атмосферных слоёв, постоянен и содержит около 80 % азота и 20 % кислорода.
Метеоры начинают светиться и, как правило, полностью сгорают в мезосфере.
Летом в средних и высоких широтах на высотах 78—94 км из-за чрезвычайно низкой температуры воздуха иногда возникают серебристые облака. Форма этих облаков свидетельствует о наличии на этих высотах волн с длиной до нескольких десятков км, а также крупных квазистандартных вихревых образований.

## Мезосфера с точки зрения летательных аппаратов
Для полётов мезосфера представляет собой своего рода «мёртвую зону» — воздух здесь слишком разрежен, чтобы поддерживать самолёты или аэростаты (на высоте 50 км плотность воздуха в 1000 раз меньше, чем на уровне моря), и в то же время слишком плотен для полётов искусственных спутников на такой низкой орбите. Прямые исследования мезосферы проводятся в основном с помощью суборбитальных метеорологических ракет; в целом мезосфера изучена хуже других слоёв атмосферы, в связи с чем учёные прозвали её «игноросферой».